# Octozaleptus harai
Octozaleptus harai is een hooiwagen uit de familie Sclerosomatidae.